# Carl Levin
Pour les articles homonymes, voir Levin.
Carl Milton Levin, né le 28 juin 1934 et mort le 29 juillet 2021, est un juriste et homme politique américain, membre du Parti démocrate. Il est sénateur du Michigan au Congrès des États-Unis de 1979 à 2015.

## Biographie

### Famille et études
Carl Levin, fils de Saul R. Levin et Bess Levinson, étudie au Swarthmore College puis à Harvard où il obtient sa licence en droit en 1959. Il est admis au barreau de l'État du Michigan et ouvre son cabinet à Détroit.
Son frère, Sander Levin, est un élu de la Chambre des représentants depuis 1983.
Son oncle, Theodore Levin, a été juge fédéral de 1946 à sa mort en 1970 ; ses cousins germains, l'un, Charles Levin, a été juge de la Cour suprême du Michigan de 1973 à 1996, et l'autre, Joseph Levin, a été candidat à la Chambre des représentants en 1974.

### Carrière politique
Conseiller auprès de la commission des droits civiques du Michigan, de 1964 à 1967, puis assistant du procureur général du Michigan de 1968 à 1969, Levin est membre, de 1969 à 1973, puis président, de 1974 à 1977, du conseil municipal de Détroit.
En novembre 1978, il est élu au Sénat des États-Unis après avoir battu le sénateur titulaire sortant, le républicain Robert Griffin. Il est réélu en 1984, 1990, 1996 et 2002. Il est membre de la commission des forces armées à partir de 1997.
Levin est un sénateur influent. En mai 2005, il est coauteur d'un rapport avec le sénateur républicain Norm Coleman mettant en cause des personnalités étrangères dont l'homme politique français Charles Pasqua et le britannique George Galloway dans les abus du programme irakien « pétrole contre nourriture ».

### Campagne électorale de 2008
Le 4 décembre 2006, Levin annonce sa volonté de briguer un sixième mandat au Sénat lors de l'élection de 2008.
Son cheval de bataille et sa vitrine électorale pour cette élection sont sans doute la croisade qu'il mène contre la fraude fiscale et les paradis fiscaux, en tant que président de la sous-commission sénatoriale d'enquête. La guerre en Irak qui coûte aux États-Unis des milliards de dollars chaque mois n'est pas étrangère à ce choix. Le sénateur a déclaré : « Nous sommes déterminés à abattre le mur du secret bancaire. » Selon les estimations de la sous-commission, la fraude fiscale aux États-Unis s'élèverait à 100 milliards de dollars par année.
En avril 2010, il préside la sous-commission permanente des investigations du Sénat lors de l'audition des dirigeants de Goldman Sachs, accusés de fraude.
Lors de l'élection du 4 novembre, il est largement réélu avec plus de 62 % des voix, face au républicain Jack Hoogendyk.
Il ne se représente pas en novembre 2014, après 36 ans de présence au Sénat.

## Sources
- Blaise Chevrolet, « Le sénateur américain Carl Levin veut "abattre le mur du secret bancaire" », Le Temps, 17 juillet 2008.